# Le Diabl' dans la Fourche
Pour les articles homonymes, voir Fourche (homonymie).
Le Diabl' dans la Fourche est un groupe français de musique traditionnelle québécoise.

## Composition du groupe
- Josselin Chéri : chant, contrebasse
- Sébastien Héroux : chant, mélodéon, accordéon, cuillers
- Simon Leterrier : guitare, bodhrán, chant
- Olivier Long : violon
- Emmanuel Savinelli, « Manu » : chant, violon, podorythmie, mandoline, guitare, caisse claire (fondateur du groupe Mes Souliers Sont Rouges)

## Anciens membres
- Suzanna Briard : chant, piano
- François Jandolo : chant, piano, guitare

- Etienne Lagrange : chant, violon
- Elisa : piano, chant